# 348
348 (CCCXLVIII) fue un año bisiesto comenzado en viernes del calendario juliano, en vigor en aquella fecha.
En el Imperio romano, el año fue nombrado como el del consulado de Filipo y Salia, o menos comúnmente, como el 1101 Ab urbe condita, adquiriendo su denominación como 348 a principios de la Edad Media, al establecerse el anno Domini.

## Acontecimientos
- Consulado de Flavio Filipo y Flavio Salia.
- El ejército romano de Constancio II derrota al ejército sasánida de Sapor II en la batalla de Singara.
- Ulfilas escapa a la persecución religiosa del jefe godo Atanarico, obtiene permiso de Constancio II para emigrar con sus seguidores de conversos a Moesia y se establece cerca de Nicópolis del Istro (Bulgaria).
- En la India, Samudragupta derrota a Rudrasena en batalla.

## Nacimientos
- Prudencio, poeta latino.

## Fallecimientos
- Espiridón de Tremitunte, religioso cristiano.